# 田村裕之
田村 裕之（たむら ひろゆき、1981年9月18日 - ）は、日本の実業家、元男子バレーボール選手。

## 来歴
石川県金沢市出身。金沢市立西南部中学校1年次からバレーボールを始める。高校は石川県立金沢商業高等学校へ進学、2年下に前田和樹がいた。3年次にはキャプテンに選ばれ、インターハイに出場した。
2000年、中央大学へ進学。同期に松永理生。コーチの栗生澤淳一から指導を受けた。2003年、4年次の黒鷲旗での活躍がVリーグチームのスカウトの目に止まった。
2004年、旭化成スパーキッズへ加入するも、母体の都合で2006年シーズン末にチームは解散となった。
2006年、JTサンダーズへ移籍した。2009-10シーズン開幕前に右ひざ靭帯を損傷、シーズンを棒に振った。2012年、サンダーズを退団、JTを退社する。
2013年、父の経営する株式会社タムラテントに入社。2020年10月に社長に就任した。

## 所属チーム
- 金沢市立西南部中学校
- 石川県立金沢商業高等学校
- 中央大学
- 旭化成スパーキッズ（2004-2006年）
- JTサンダーズ（2006-2012年）

## 参考資料
- プロフィール - JT公式（Internet Archive）
- プロフィール - Vリーグ公式（Internet Archive）